# Джордж Декер
Джордж Декер (англ. George Decker; нар. 16 лютого 1902, Кетскілл — пом. 6 лютого 1980, Вашингтон) — американський воєначальник, генерал армії США (1956), 22-й начальник штабу армії (1960—1962), 12-й заступник начальника штабу армії (1959—1960). Учасник Другої світової війни.

## Біографія
Військова кар'єра
- 15 червня 1924 — другий лейтенант
- 6 квітня 1930 — перший лейтенант
- 1 серпня 1935 — капітан
- 15 червня 1941 — майор
- 24 грудня 1941 — підполковник
- 1 жовтня 1942 — полковник
- 14 серпня 1944 — бригадний генерал
- 7 червня 1945 — генерал-майор
- 15 червня 1947 — підполковник
- 10 червня 1948 — полковник
- 10 червня 1952 — генерал-лейтенант
- 24 квітня 1953 — бригадний генерал
- 12 липня 1954 — генерал-майор
- 31 травня 1956 — генерал

Джордж Генрі Декер народився 16 лютого 1902 року в Катскіллі, штат Нью-Йорк. Навчався в коледжі Лафайєт в Істоні, штат Пенсільванія, де здобув ступінь економіста в 1924 році. У червні 1924 року Декер отримав звання другого лейтенанта піхоти і розпочав свою офіцерську службу в 26-му піхотному полку. У 1928 році його перевели на Гаваї, де до 1931 року він служив у 35-му піхотному полку. Після проходження поглибленої піхотної підготовки в піхотній школі у Форт Беннінгу в 1932 році він продовжив службу у Форт-Беннінгу у 29-му піхотному полку до 1935 року, після чого служив у Ванкуверських казармах, поблизу Портленда, Орегон. З 1935 по 1936 рік служив у 7-му піхотному полку.
У 1936 році Декер поступив на навчання до Командно-штабного коледжу у Форт Лівенворті, який закінчив наступного року. Продовжив службу у 10-му піхотному полку у Форт-Томасі, Кентуккі, і Форт-Макклеллані, Алабама, а також у 9-му піхотному полку у Форт Брегг, Північна Кароліна. У 1940 році став командиром штабної роти I корпусу у Форт-Джексоні, Південна Кароліна. Пізніше його відправили до Вашингтона, де він продовжив служити в Генеральному штабі військового міністерства, в офісі помічника начальника штабу з постачання. У жовтні 1942 року йому надано тимчасове звання полковника і він став заступником начальника штабу 3-ї армії у форті Сем Х'юстон, штат Техас. Потім його відправили у південно-західну частину Тихого океану, де він посів посаду заступника начальника штабу, а потім начальника штабу 6-ї армії генерала Вальтера Крюгера, і перебував на цій посаді до кінця Другої світової війни. Брав участь в операціях 6-ї армії в Новій Гвінеї, на Соломонових Островах і на Філіппінах.
У 1946 році Декер повернувся до Вашингтона до штабу сухопутних військ Армії, але незабаром повернувся до Тихого океану на посаду заступника командувача-начальника штабу Збройних сил США в Середній частині Тихого океану на Гаваях.
У 1948 році Декер став командиром 5-ї піхотної дивізії, а в 1950 році був призначений до Управління контролера армії. 1952 року він став контролером армії. У 1955 році прибув для продовження служби до Німеччини на посаду командира VII корпусу в Штутгарті, у травні 1956 року отримав тимчасове звання генерала.
З 1956 по 1957 рік Декер був заступником головнокомандувача Європейського командування США в його штабі в Роканкурі, неподалік від Парижа. З 1957 по 1959 рік він був командувачем сил Об'єднаних Націй і одночасно очолював Збройні сили США в Кореї та 8-му армію США.
У 1959 році Декер став заступником начальника штабу армії, а 1 жовтня 1960 року призначений начальником штабу армії США, прослуживши на цій посаді до 30 вересня 1962 року. Найважливішими моментами перебування Декера в посаді були кризова ситуація в Берліні (спричинена будівництвом Берлінського муру в 1961 році), збільшення сил спеціального призначення, започаткування нових концепцій дивізій і передових складів і розширення армії до шістнадцяти дивізій. Декер пішов на пенсію після закінчення терміну служби.